# 이헌태
이헌태(李憲泰, 1962년 12월 17일 ~ )은 대구 북구의회 의원을 지낸 대한민국의 정치인이다.

## 학력
- 1969 ~ 1975: 명덕초등학교 졸업
- 1975 ~ 1978: 심인중학교 졸업
- 1978 ~ 1981: 성광고등학교 졸업
- 1981 ~ 1987: 연세대학교 경영학 학사

## 경력
- 1998 ~ 2000: 매일신문 정치부 차장
- 2005 ~ 2011: 한국국제보건의료재단 본부장
- 혁신과통합 대구 공동대표
- 2014.07 ~ 2018.06: 제7대 대구광역시 북구의회 의원(초선, 라 선거구)

## 역대 선거 결과
|  | 24.33% |

|  | 40.55% |

|  | 25.79% |